# ルー・テーズ杯争奪戦
ルー・テーズ杯争奪戦（ルー・テーズはいそうだつせん）は、国際プロレスが1981年1月から3月にかけて開催したリーグ戦である。実際には予選リーグのみが実施されただけにとどまり、同年秋に予定されていた決勝リーグは国際プロレスの崩壊に伴い開催されなかった。
全日本プロレスで1983年に実施された「ルー・テーズ杯争奪リーグ戦」とは無関係である。

## 概要
1980年10月に来日したルー・テーズより寄贈されたチャンピオン・ベルトを争うリーグ戦として、新日本プロレスと全日本プロレスの後発2団体よりも人気が低迷していた国際プロレスが起死回生をかけるべく開催した。
予選リーグは、「'81新春パイオニア・シリーズ」で前期予選を、「'81スーパーファイト・シリーズ」で後期予選を実施した。日本人選手は前期・後期各予選の通算勝率上位4名が決勝リーグへの出場権を獲得、外国人勢は前期予選・後期予選とではメンバーが異なり、各ブロック首位もしくは敗者復活戦に勝利した選手が決勝リーグへ進出するものとされた。秋に開催予定だった決勝リーグは、予選を勝ち抜いた選手以外にも、テーズと国際プロレスが推薦した選手が出場する予定だった。試合は20分1本勝負で行われ、反則負けは即失格となり、両者リングアウトや時間切れ引き分けの場合は再試合が行われるなど、引き分け無しのルールで行われた。

## 前期リーグ
1981年1月シリーズである「'81新春パイオニア・シリーズ」（1981年1月4日 - 1月31日開催）で実施され、3ブロックに分けて行われた。敗者復活戦は各ブロックの2位選手3名による総当たり戦で争われた。
開催日程
- Aブロック:1981年1月5日 - 1月24日
- Bブロック:1981年1月4日 - 1月21日
- Cブロック:1981年1月4日 - 1月25日
- 敗者復活戦:1981年1月25日・1月29日・1月31日

出場選手
Aブロック
- 寺西勇
- マッハ隼人
- ホセ・アローヨ ※ブロック首位で決勝リーグ進出
- ボブ・スウィータン ※敗者復活戦へ

Bブロック
- アニマル浜口※ブロック首位
- 鶴見五郎
- ジ・インベーダー ※敗者復活戦へ
- ベン・アレキサンダー

Cブロック
- ラッシャー木村 ※敗者復活戦へ回り、勝利
- マイティ井上
- マイク・ジョージ ※ブロック首位で決勝リーグ進出
- ジム・スター
- レオ・ロペス

Aブロック首位のアローヨと、Cブロック首位のジョージがそれぞれ決勝リーグ進出。敗者復活戦はスウィータン、インベーダー、木村の3名による総当たり戦で行われ、インベーダーが1月25日の沖縄県名護市大会でスウィータンに、1月29日の栃木県黒羽町大会で木村にそれぞれ敗れて2敗で脱落。最終的に木村が1月31日のシリーズ最終戦である神奈川県大和市大会でスウィータンに勝利し、敗者復活戦全勝となった。

## 後期リーグ
1981年2月シリーズである「'81スーパーファイト・シリーズ」（1981年2月27日 - 3月25日開催）で実施され、2ブロックに分けて行われた。敗者復活戦は両ブロックの2位選手によって争われた。
開催日程
- Aブロック:1981年3月2日 - 3月19日
- Bブロック:1981年2月27日 - 3月25日
- 敗者復活戦:1981年3月23日

出場選手
Aブロック
- マイティ井上 ※ブロック首位および通算勝率で決勝リーグ進出
- 寺西勇 ※敗者復活戦へ回り、通算勝率で決勝リーグ進出
- 鶴見五郎
- 大位山勝三
- エローデス
- マイク・ボイエッティ

Bブロック
- ラッシャー木村 ※ブロック首位および通算勝率で決勝リーグ進出
- アニマル浜口 ※通算勝率で決勝リーグ進出
- マッハ隼人
- レイ・キャンディ ※敗者復活戦へ回り、勝利して決勝リーグ進出
- エル・コバルデ
- ルーク・グラハム
- レッド・デビル

Aブロックは井上と寺西が4勝1敗で並んだが、通算勝率で井上が首位となり、寺西は敗者復活戦へ回ることになった。3月23日に岩手県千厩町大会で行われた敗者復活戦で寺西に勝利したキャンディと、日本人選手勝率上位の木村、浜口、井上、寺西が決勝リーグ進出。当初はヨーロッパ代表として、イギリス出身のキングコング・コジャック（マル・カーク・コジャック）の参戦も発表されていたが、直前で来日中止になっている。
同シリーズ終了と同時に、東京12チャンネル（現：テレビ東京）における中継番組であった『国際プロレスアワー』のレギュラー放送も終了、国際プロレスは崩壊への道をたどることになる。決勝リーグ進出が決まっていた浜口はシリーズ終了直後に肝臓疾患で離脱したため、これが国際プロレスにおける最後のシリーズ参戦となった。大位山もAブロックの全日程が終了した当日である3月19日の和歌山県御坊市大会をもって引退した。

## 決勝リーグ
1981年秋のシリーズで開催される予定だったが、同年8月9日に国際プロレスが活動を停止し、9月30日に崩壊したため開催されずに終わった。団体崩壊後、日本人選手のうち木村、浜口、寺西は新日本プロレスへ参戦し「はぐれ国際軍団」として活躍した他、井上は全日本プロレスへ移籍した。外国人選手では後年、ジョージは新日本と全日本に、キャンディは新日本にそれぞれ来日したが、アローヨは予選リーグ参戦後は来日することはなかった。
出場予定だった選手
- ラッシャー木村
- アニマル浜口
- マイティ井上
- 寺西勇
- ホセ・アローヨ
- マイク・ジョージ
- レイ・キャンディ

## 参考
- ミック博士の昭和プロレス研究室「ルー・テーズ杯争奪戦」
- IWE NewYear Pioneer Series 1981 - Puroresu.com
- IWE Super Fight Series 1981 - Puroresu.com